# Glossanodon mildredae
Glossanodon mildredae és una espècie de peix pertanyent a la família dels argentínids.

## Descripció
- Pot arribar a fer 7 cm de llargària màxima.
- Nombre de vèrtebres: 49-51.
- 13 radis tous a l'aleta dorsal.
- 13 radis tous a l'aleta anal.[5]

## Hàbitat
És un peix marí, demersal i de clima tropical que viu entre 75 i 174 m de fondària.

## Distribució geogràfica
Es troba al mar d'Aràbia.

## Observacions
És inofensiu per als humans.